# Centrum Naukowo-Badawcze Ochrony Przeciwpożarowej – Państwowy Instytut Badawczy im. Józefa Tuliszkowskiego
Centrum Naukowo-Badawcze Ochrony Przeciwpożarowej – Państwowy Instytut Badawczy im. Józefa Tuliszkowskiego (CNBOP-PIB) – polski instytut naukowo-badawczy Państwowej Straży Pożarnej utworzony w 1972 roku z siedzibą w Józefowie w powiecie otwockim. Instytut działa na rzecz poprawy bezpieczeństwa w zakresie ochrony przeciwpożarowej, zarządzania kryzysowego, ochrony ludności i obrony cywilnej. Instytut wydaje kwartalnik „Bezpieczeństwo i Technika Pożarnicza” ISSN 1895-8443, który jest czasopismem punktowanym z listy Ministra Nauki i Szkolnictwa Wyższego. 
Instytut prowadzi badania, certyfikację i dopuszczenia wyrobów stosowanych w ochronie przeciwpożarowej. Jest jednostką notyfikowaną  przez Komisję Europejską w zakresie dyrektywy budowlanej 89/106/EEC „Wyroby budowlane” oraz dyrektywy 89/686/EEC „Środki ochrony indywidualnej”. Numer jednostki notyfikowanej w bazie Nando – 1438.

## Historia
Jednostka badawcza o nazwie Ośrodek Badawczo-Rozwojowy Ochrony Przeciwpożarowej w Józefowie-Dębince k. Otwocka utworzona została przez Ministra Spraw Wewnętrznych zarządzeniem nr 81/22 z dnia 14 sierpnia 1972 (Dz. U. MSW nr 7, poz. 24). Zmiana nazwy na Centrum Naukowo-Badawcze Ochrony Przeciwpożarowej nastąpiło w wyniku zarządzenia nr 9/84 Ministra Spraw Wewnętrznych z dnia 28 stycznia 1984 roku. Status Państwowego Instytutu Badawczego nadany został przez Radę Ministrów rozporządzeniem z dnia 27 września 2010 r. (Dz. U. Nr 181, poz. 1219). Instytut działa między innymi na podstawie ustawy z dnia 30 kwietnia 2010 r. o instytutach badawczych (Dz. U. Nr 96, poz. 618).

## Struktura

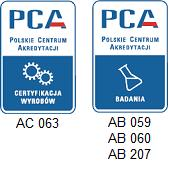
Symbole certyfikacyjne

W ramach Centrum działają następujące laboratoria badawcze:
1. Laboratorium Sygnalizacji Alarmu Pożaru i Automatyki Pożarniczej (BA)[4]
2. Zespół Laboratoriów Urządzeń i Środków Gaśniczych (BU)[5]
3. Zespół Laboratoriów Technicznego Wyposażenia Jednostek Ochrony Przeciwpożarowej (BS)[6]
4. Zespół Laboratoriów Procesów Spalania i Wybuchowości (BW)[7].

Dodatkowo w strukturze organizacyjnej CNBOP-PIB funkcjonują m.in.:
1. Jednostka Certyfikująca[8]
2. Zakład Ocen Technicznych[9]
3. Jednostka Certyfikująca Usługi[10]
4. Dział Szkoleń[11]
5. Dział Wydawnictw i Promocji[12]
6. Biuro Projektów i Obsługi Badań[13]
7. Dział Prac Studialnych i Projektów Naukowych[14]
8. Dział Wsparcia i Auditów[14]
9. Centrum Dronów[15].

## Działalność

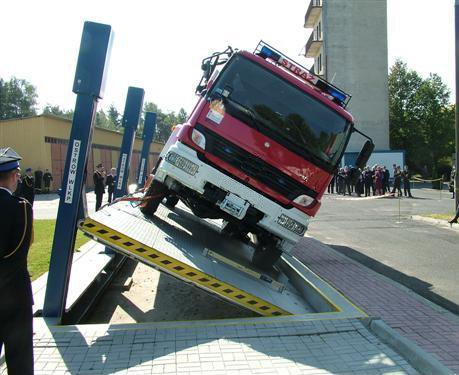
Testy samochodu pożarniczego

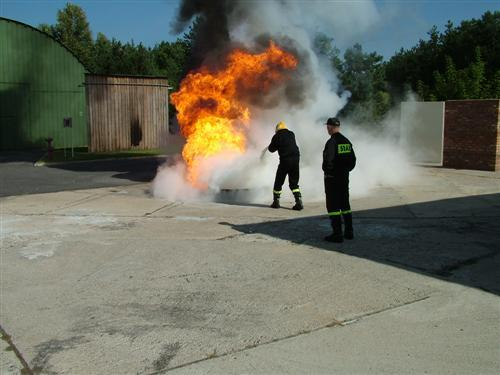
Badania środków gaśniczych

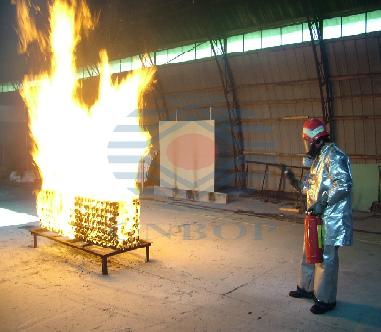
Badania własności pożarowych materiałów

CNBOP-PIB prowadzi prace badawcze i eksperckie w zakresie:
- Wyposażenia technicznego straży pożarnych do zapobiegania i zwalczania pożarów, skutków klęsk żywiołowych, katastrof technicznych, chemicznych i ekologicznych oraz sprzętu ochrony osobistej strażaka
- Technicznych systemów zabezpieczeń przeciwpożarowych, a w szczególności stałych urządzeń gaśniczych oraz systemów monitoringu i sygnalizacji pożarowej
- Podręcznego sprzętu gaśniczego i środków gaśniczych
- Właściwości pożarowych materiałów
- Zjawiska powstawania i rozprzestrzeniania się pożaru,
- Badań kwalifikacyjnych i procesów certyfikacji wyrobów i usług oraz procesy dopuszczeń wyrobów
- Doskonalenia i opracowywania nowych metod badawczych w zakresie sprzętu i środków użytkowanego w ochronie przeciwpożarowej
- Monitorowania postępu technicznego w ochronie przeciwpożarowej w kraju i za granicą
- Prowadzi postępowania aprobacyjne i udziela aprobat technicznych, dokonuje oceny właściwości użytkowych wyrobów do stosowania przy wykonywaniu robót budowlanych
- Współpracuje z jednostkami organizacyjnymi Państwowej Straży Pożarnej w zakresie badań i techniki stosowanej na potrzeby krajowego systemu ratowniczo-gaśniczego
- Prowadzi branżową współpracę z krajowymi i zagranicznymi instytutami badawczymi, uczelniami, organizacjami technicznymi, towarzystwami ubezpieczeniowymi i innymi organizacjami
- Wykonuje analizy przyczyn powstawania i rozprzestrzeniania się pożarów w prowadzonych postępowaniach na potrzeby sądów, prokuratur, policji i towarzystw ubezpieczeniowych
- Opracowuje i opiniuje standardy oraz współdziała w pracach normalizacyjnych na potrzeby ochrony przeciwpożarowej
- Współdziała w tworzeniu i opiniowaniu projektów aktów prawnych z zakresu ochrony przeciwpożarowej i swojego działania.

Ponadto CNBOP-PIB prowadzi procedurę testowania wyrobów innowacyjnych, która ma na celu ocenę przydatności do stosowania w działaniach ratowniczo-gaśniczych wyrobów nieobjętych obowiązkiem uzyskania dopuszczenia do użytkowania.